# 南堂良偕
南堂良偕（なんどう りょうかい）は、南北朝時代の臨済宗の僧。

## 経歴・人物
大同啓初の室に入り、その法を嗣ぐ。のち京都建仁寺住持となる。応安年間に寂す。戦国時代の刀剣鑑定家、本阿弥光刹所有の「縄目の文殊絵」に画賛がのる。